# Гамс, Вальдемар Карлович
Вальдемар Карлович Гамс (8 мая 1920 года — 3 сентября 2002 года) — советский капитан, Герой Социалистического Труда.

## Биография
Родился 8 мая 1920 году в селении Лифляндском (ныне микрорайон Южная Лифляндия Большого Камня Приморского края). После окончания семилетней школе в селе Петровка, в 1936 году начал работать ловцом в рыболовецком колхозе «Новый мир» на парусном вельботе.
В 1940 году призван в армию, служил в 21-м отдельном миномётном батальоне. В 1945 году в составе 40-й стрелковой дивизии участвовал в войне с Японией. Демобилизовался в 1946 году.
После демобилизации прошёл курсы судоводителей-двухсоттонников во Владивостоке, после чего был назначен капитаном небольшого деревянного сейнера. В 1956 году окончил Владивостокский учебно-курсовой комбинат и получил диплом штурмана малого плавания. В 1957 году за перевыполнение плана по улову сельди на 4 тысячи центнеров был удостоен первого ордена Ленина. Звездой Героя Социалистического Труда и вторым орденом Ленина его наградили 13 апреля 1963 года.
В 1968 году стал капитаном колхозного добывающего флота.
В 1973 году окончил заочное отделение Находкинской мореходной школы.

## Награды
Герой Социалистического Труда, 2 ордена Ленина, Заслуженный работник рыбного хозяйства СССР, Почётный гражданин Большого Камня.